# 威廉·海纳森
安德里亚斯·威廉·海纳森（法罗语：Andreas William Heinesen，1900年2月15日-1991年3月12日）法罗群岛诗人、小说家、儿童文学家、作曲家、画家。

## 生平简介
1900年，海纳森出生于法罗群岛首府托尔斯港，这里的学校使用法罗语进行教学。海纳森平时使用法罗语，但写作时使用丹麦语。他的所有作品都有相应的法罗语译本。

21岁时，他出版了自己的第一部诗集。1934年，他创作了自己的第一部长篇小说《暴风雨中的黎明》。此前，他已经出版了三本书。1938年，受画家西莫尔·乔恩森-米基内斯的影响，他创作了长篇小说《诺欧》。1949年出版的《黑锅炉》描绘了宗教狂热下的糜烂生活。在《迷途中的音乐家们》（1950）中，海纳森不再使用他早期作品中的社会题材，转而使用一种简单直白的叙述方式。

50岁时，海纳森开始尝试创作短篇小说。这些短篇小说的绝大部分都收录于三本小说集中：《欢欣的时光》、《迦玛的蛊惑》以及《拯救邪恶的灵魂》。

## 荣誉
- 1960年，获得丹麦文学奖霍尔伯格奖章。[5]
- 1965年，凭借长篇小说《好望角》获北欧理事会文学奖。在小说中，海纳森描绘了十七世纪的丹麦社会，这部作品也被普遍认为是他的代表作。[6]
- 1981年，有传言称海纳森将获得当年的诺贝尔文学奖，但随后，他给瑞典文学院写了封信，要求将自己的候选人名额取消。[7]
- 1980年，获得丹麦批评家文学奖。[8]
- 1984年，获得托尔斯港市议会儿童图书奖。
- 1985年，丹麦学院授予凯伦布里森奖章。
- 1987年，瑞典文学院授予北欧文学奖。[9]

## 作品列表

### 诗集
- 《北欧挽歌及及其它诗》1921 Arktiske Elegier og andre Digte
- 《海牧草》1924 Høbjergningen ved Havet
- 《春天深情的歌》1927 Sange mod Vaardybet
- 《朦胧的太阳》1936 Den dunkle Sol
- 《诗选》1955 Digte i udvalg
- 《韵诗及愤怒的歌》1961 Hymne og harmsang
- 《全景彩虹》1972 Panorama med regnbue
- 《冬天的梦》1983 Vinterdrøm.
- 《诗集》1984 Samlede digte
- 《诗歌选》1990 Digte

### 短篇小说
- 《瞬时黑暗》1957 Det vingede mørke
- 《魔光》1957 Det fortryllede lys
- 《迦玛的蛊惑》1960 Gamaliels besættelse
- 《拯救邪恶的灵魂》1967 Kur mod onde ånder
- 《鲸鱼油厂的唐璜》1970 Don Juan fra Tranhuset
- 《托尔斯港的故事》1973 Fortællinger fra Thorshavn
- 《吉伦和其他故事》1975 Grylen og andre noveller
- 《让我们跳起舞来》1980 Her skal danses
- 《幻灯》1985 Laterna magica

### 长篇小说
- 《暴风雨中的黎明》1934 Blæsende Gry
- 《诺欧》1938 Noatun
- 《黑锅炉》1949 Den sorte gryde
- 《迷途中的音乐家们》1950 De fortabte spillemænd
- 《母亲西芙斯耶尼》1952 Moder Syvstjerne
- 《好望角》1964 Det gode håb
- 《世界尽头的塔》1976 Tårnet ved verdens ende